# تورزا ویلکا، پوک
تورزا ویلکا، پوک (به لاتین: Turza Wielka, Płock County) یک منطقهٔ مسکونی در لهستان است که در Gmina Brudzeń Duży واقع شده‌است.